# رشا الديرية
رشا الديرية (1982-) هي كاتبة أردنية ولدت في الإمارات العربية المتحدة، وتخرجت من كلية الحقوق من جامعة مؤتة، تنشر أعمالها تحت اسم «جلنار» بدأت الكتابة في سن مبكرة ونشرت مقالات وقصص قصيرة في الجرائد اليومية المحلية، عملت لسنوات في التدريب والإستشارات في مجال العلاقات العامة والتسويق، وتفرغت للكتابة منذ 2015، تنشر كتاباتها ومقالاتها في موقعها الرسمي، كما تنشر مقالات على موقع جريدة النهار اللبنانية، وموقع مدونات الجزيرة، صدر لها رواية بعنوان «حمل مهدّد» عن الدار العربية للعلوم ناشرون في 2018، وهي مزيج من تناقضات الفلسفة والفن والحرب واللجوء والأمل والنجاة والموت.

## مؤلفات
- «حمل مهدّد»، رواية، الدار العربية للعلوم ناشرون، بيروت، 2018.[1]